# Le Collet-de-Dèze
Pour les articles homonymes, voir Collet.
Le Collet-de-Dèze est une commune française, située dans le sud-est du département de la Lozère en région Occitanie.
Exposée à un climat méditerranéen, elle est drainée par le Gardon d'Alès, le Dourdon et par divers autres petits cours d'eau. Incluse dans les Cévennes, la commune possède un patrimoine naturel remarquable composé de quatre zones naturelles d'intérêt écologique, faunistique et floristique.
Le Collet-de-Dèze est une commune rurale qui compte 678 habitants en 2022, après avoir connu un pic de population de 1 508 habitants en 1806.  Ses habitants sont appelés les Collétains ou  Collétaines.

## Géographie

### Localisation
Le Collet-de-Dèze est située dans le sud du département de la Lozère et est limitrophe du Gard. Elle fait partie des Cévennes.

### Communes limitrophes
Les communes limitrophes sont  Branoux-les-Taillades, Chamborigaud, Lamelouze, Saint-Julien-des-Points, Saint-Martin-de-Boubaux, Saint-Michel-de-Dèze, Saint-Privat-de-Vallongue, Sainte-Cécile-d'Andorge et Ventalon en Cévennes.
| Saint-Privat-de-Vallongue | Ventalon en Cévennes    | Chamborigaud (Gard), Sainte-Cécile-d'Andorge (Gard) |
| Saint-Michel-de-Dèze      | du Collet-de-Dèze       | Saint-Julien-des-Points                             |
|                           | Saint-Martin-de-Boubaux | Branoux-les-Taillades (Gard), Lamelouze (Gard)      |

### Routes et accès
Le Collet-de-Dèze est sur la RN 106 entre Alès (Gard) et Florac (Lozère).

### Climat
Pour des articles plus généraux, voir Climat de l'Occitanie et Climat de la Lozère.
En 2010, le climat de la commune est de type climat méditerranéen franc, selon une étude s'appuyant sur une série de données couvrant la période 1971-2000. En 2020, Météo-France publie une typologie des climats de la France métropolitaine dans laquelle la commune est exposée à un climat de montagne ou de marges de montagne et est dans la région climatique Provence, Languedoc-Roussillon, caractérisée par une pluviométrie faible en été, un très bon ensoleillement (2 600 h/an), un été chaud (21,5 °C), un air très sec en été, sec en toutes saisons, des vents forts (fréquence de 40 à 50 % de vents > 5 m/s) et peu de brouillards.
Pour la période 1971-2000, la température annuelle moyenne est de 12,7 °C, avec une amplitude thermique annuelle de 16,9 °C. Le cumul annuel moyen de précipitations est de 1 396 mm, avec 8,4 jours de précipitations en janvier et 4,3 jours en juillet. Pour la période 1991-2020, la température moyenne annuelle observée sur la station météorologique installée sur la commune est de 12,9 °C et le cumul annuel moyen de précipitations est de 1 612,2 mm,. Pour l'avenir, les paramètres climatiques de la commune estimés pour 2050 selon différents scénarios d'émission de gaz à effet de serre sont consultables sur un site dédié publié par Météo-France en novembre 2022.
| Mois                                  | jan.          | fév.          | mars           | avril         | mai         | juin          | jui.           | août          | sep.           | oct.            | nov.          | déc.           | année     |
| ------------------------------------- | ------------- | ------------- | -------------- | ------------- | ----------- | ------------- | -------------- | ------------- | -------------- | --------------- | ------------- | -------------- | --------- |
| Température minimale moyenne (°C)     | 1,2           | 1,1           | 3,6            | 5,8           | 9,2         | 12,6          | 14,7           | 14,7          | 11,3           | 8,5             | 4,5           | 1,9            | 7,4       |
| Température moyenne (°C)              | 5,3           | 5,8           | 9              | 11,4          | 15,1        | 19,2          | 21,8           | 21,7          | 17,4           | 13,2            | 8,6           | 5,9            | 12,9      |
| Température maximale moyenne (°C)     | 9,3           | 10,6          | 14,3           | 17            | 21,1        | 25,7          | 29             | 28,7          | 23,4           | 17,9            | 12,8          | 9,9            | 18,3      |
| Record de froid (°C) date du record   | −8,5 12.01.03 | −12 27.02.18  | −11,5 01.03.05 | −3,5 04.04.22 | 0 01.05.04  | 3 05.06.01    | 7,3 03.07.1996 | 5 29.08.1998  | 3,2 29.09.1993 | −4,2 31.10.1997 | −7,5 18.11.07 | −10 27.12.1996 | −12 2018  |
| Record de chaleur (°C) date du record | 21 07.01.13   | 23 15.02.1998 | 27 31.03.12    | 29 09.04.11   | 33 30.05.01 | 41,5 28.06.19 | 37,5 24.07.19  | 40,8 23.08.23 | 35,5 03.09.16  | 30,5 03.10.11   | 24 16.11.15   | 19,5 04.12.13  | 41,5 2019 |
| Précipitations (mm)                   | 138,7         | 93            | 103,6          | 142           | 132,3       | 72,2          | 43,7           | 68,3          | 166,9          | 239,3           | 258,9         | 153,3          | 1 612,2   |

### Milieux naturels et biodiversité

#### Espaces protégés
La protection réglementaire est le mode d’intervention le plus fort pour préserver des espaces naturels remarquables et leur biodiversité associée,.
Dans ce cadre, la commune fait partie de l'aire d'adhésion du Parc national des Cévennes. Ce  parc national, créé en 1967, est un territoire de moyenne montagne formé de cinq entités géographiques : le massif de l'Aigoual, le causse Méjean avec les gorges du Tarn et de la Jonte, le mont Lozère, les vallées cévenoles ainsi que le piémont cévenol.
La commune fait partie de la zone de transition des Cévennes, un territoire d'une superficie de 116 032 ha reconnu réserve de biosphère par l'UNESCO en 1985 pour la mosaïque de milieux naturels qui la composent et qui abritent une biodiversité exceptionnelle, avec 2 400 espèces animales, 2 300 espèces de plantes à fleurs et de fougères, auxquelles s’ajoutent d’innombrables mousses, lichens, champignons,.

#### Zones naturelles d'intérêt écologique, faunistique et floristique
L’inventaire des zones naturelles d'intérêt écologique, faunistique et floristique (ZNIEFF) a pour objectif de réaliser une couverture des zones les plus intéressantes sur le plan écologique, essentiellement dans la perspective d’améliorer la connaissance du patrimoine naturel national et de fournir aux différents décideurs un outil d’aide à la prise en compte de l’environnement dans l’aménagement du territoire.
Deux ZNIEFF de type 1 sont recensées sur la commune :
les « ruisseaux du Lauzas et des Pradasses » (6 ha), couvrant 2 communes dont une dans le Gard et une dans la Lozère, et 
la « vallée du Gardon d'Alès » (244 ha), couvrant 5 communes du département
et deux ZNIEFF de type 2, : 
- les « Hautes vallées des Gardons » (73 898 ha), couvrant 48 communes dont 27 dans le Gard et 21 dans la Lozère[15] ;
- la « montagne du Bougès » (13 110 ha), couvrant 13 communes dont une dans le Gard et 12 dans la Lozère[16].

Cartes des ZNIEFF de type 1 et 2 au Collet-de-Dèze.
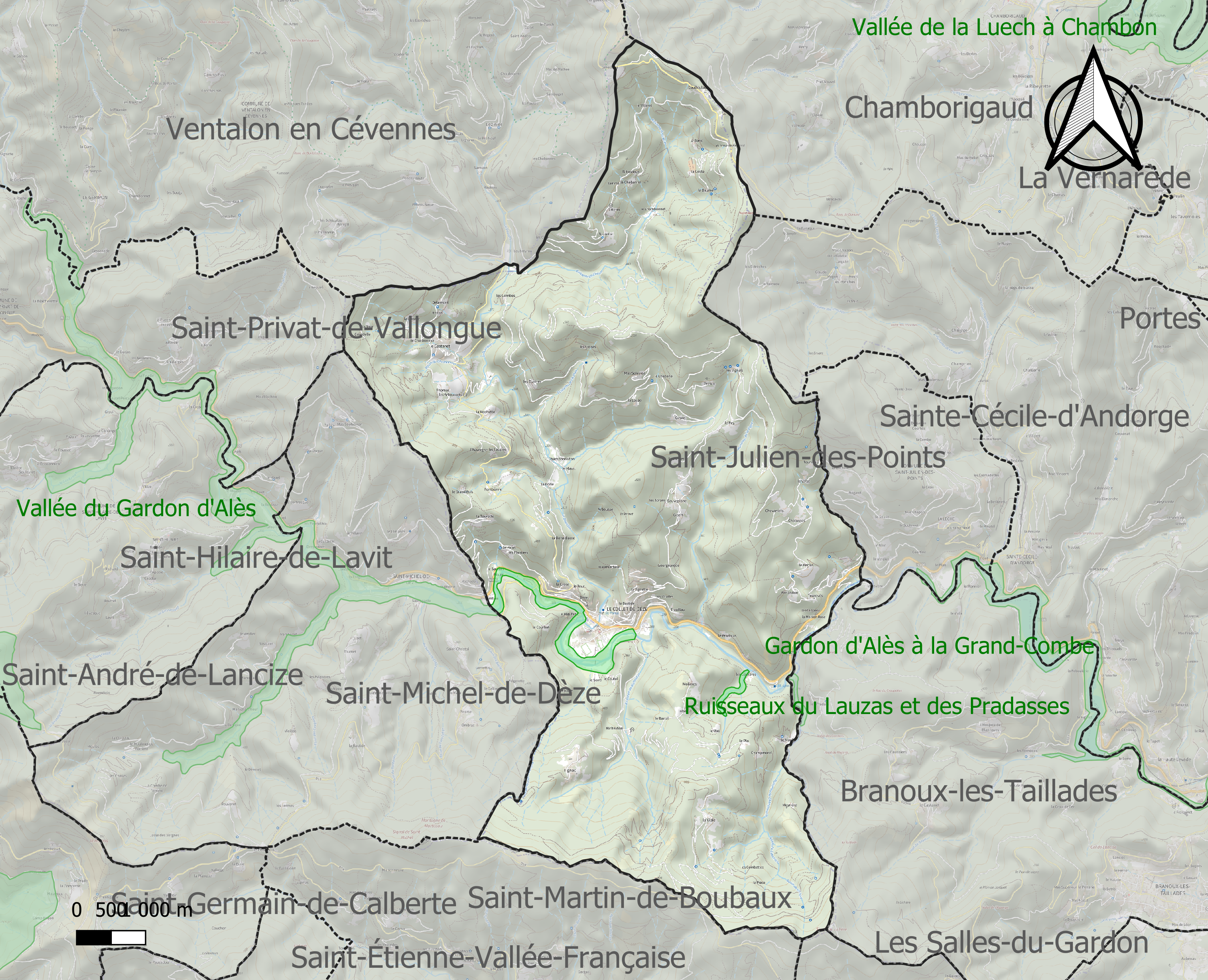
Carte des ZNIEFF de type 1 sur la commune.
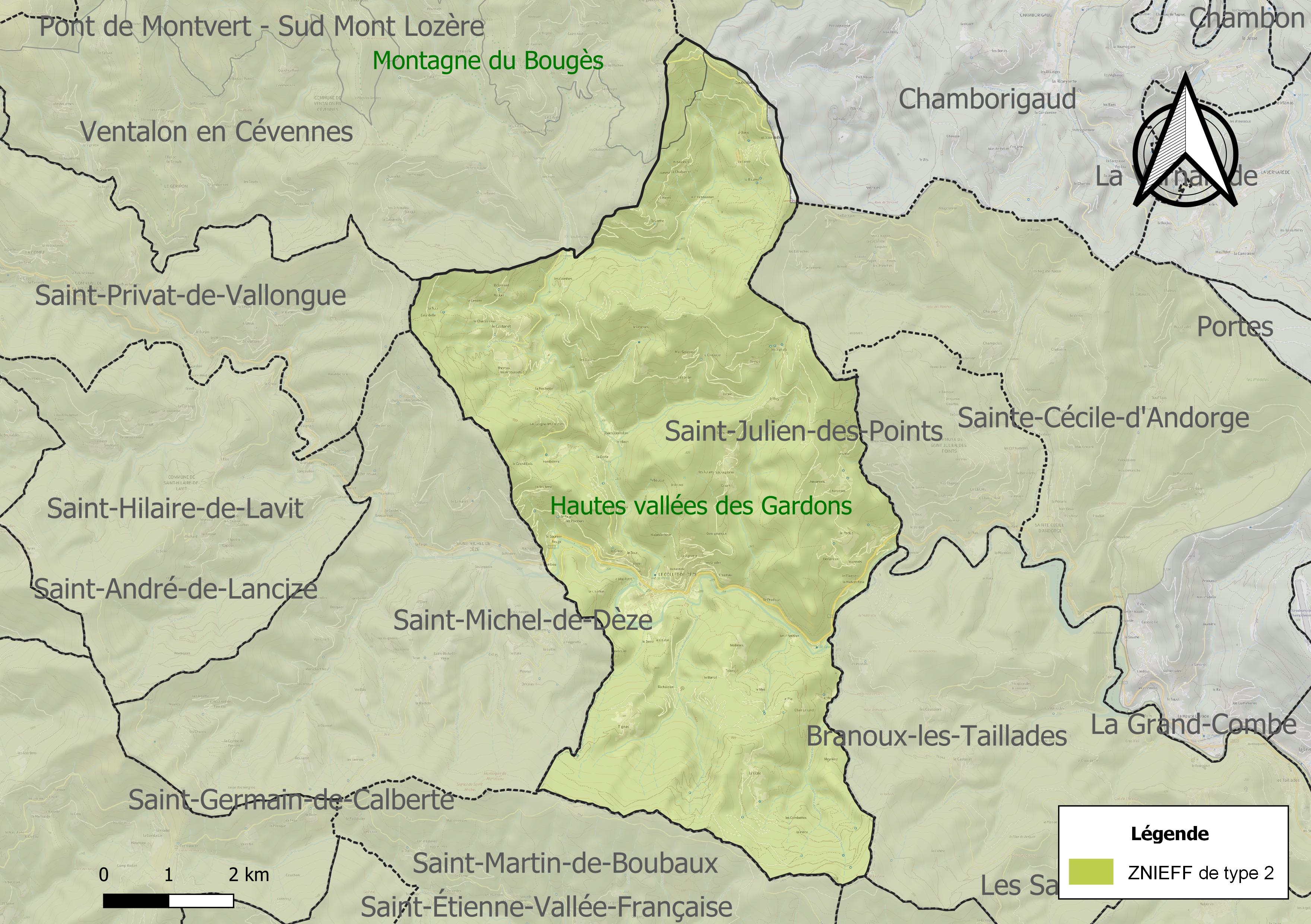
Carte des ZNIEFF de type 2 sur la commune.

## Urbanisme

### Typologie
Au 1er janvier 2024, Le Collet-de-Dèze est catégorisée commune rurale à habitat dispersé, selon la nouvelle grille communale de densité à sept niveaux définie par l'Insee en 2022.
Elle est située hors unité urbaine et hors attraction des villes,.

### Occupation des sols
L'occupation des sols de la commune, telle qu'elle ressort de la base de données européenne d’occupation biophysique des sols Corine Land Cover (CLC), est marquée par l'importance des forêts et milieux semi-naturels (95,5 % en 2018), une proportion sensiblement équivalente à celle de 1990 (96 %). La répartition détaillée en 2018 est la suivante : 
forêts (95 %), zones agricoles hétérogènes (3,5 %), zones urbanisées (1,1 %), milieux à végétation arbustive et/ou herbacée (0,4 %). L'évolution de l’occupation des sols de la commune et de ses infrastructures peut être observée sur les différentes représentations cartographiques du territoire : la carte de Cassini (XVIIIe siècle), la carte d'état-major (1820-1866) et les cartes ou photos aériennes de l'IGN pour la période actuelle (1950 à aujourd'hui).

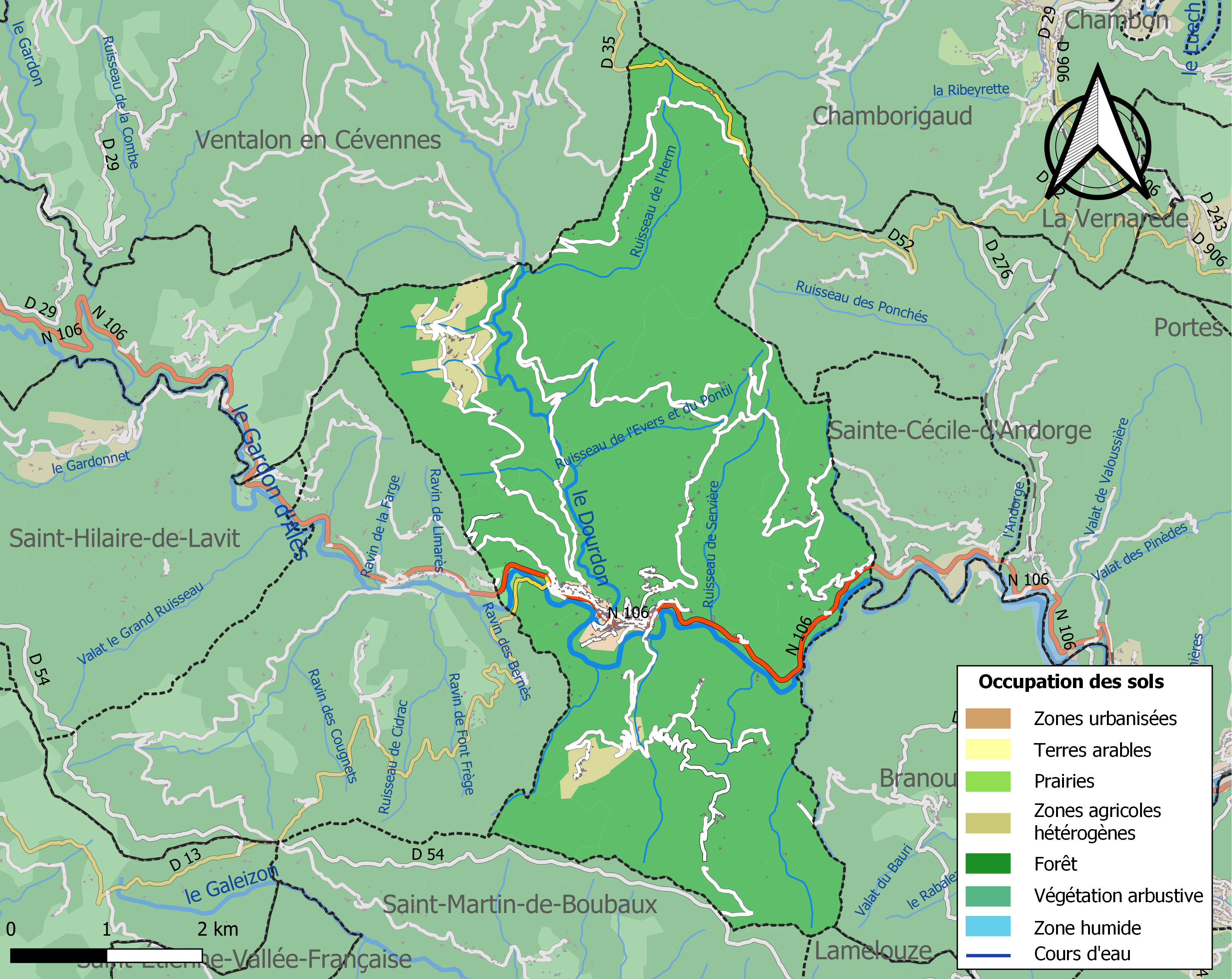
Carte des infrastructures et de l'occupation des sols de la commune en 2018 (CLC).

### Risques majeurs
Le territoire de la commune du Collet-de-Dèze est vulnérable à différents aléas naturels : météorologiques (tempête, orage, neige, grand froid, canicule ou sécheresse), inondations, feux de forêts, mouvements de terrains et séisme (sismicité faible). Il est également exposé à un risque technologique,  le transport de matières dangereuses, et à un risque particulier : le risque de radon. Un site publié par le BRGM permet d'évaluer simplement et rapidement les risques d'un bien localisé soit par son adresse soit par le numéro de sa parcelle.

#### Risques naturels
Certaines parties du territoire communal sont susceptibles d’être affectées par le risque d’inondation par débordement de cours d'eau, notamment le Gardon d'Alès et le Dourdon. La commune a été reconnue en état de catastrophe naturelle au titre des dommages causés par les inondations et coulées de boue survenues en 1982, 1993, 1994, 2003, 2008, 2014 et 2015,.
Le Collet-de-Dèze est exposée au risque de feu de forêt. Un plan départemental de protection des forêts contre les incendies (PDPFCI) a été approuvé en décembre 2014 pour la période 2014-2023. Les mesures individuelles de prévention contre les incendies sont précisées par divers arrêtés préfectoraux et s’appliquent dans les zones exposées aux incendies de forêt et à moins de 200 mètres de celles-ci. L’arrêté du 23 mars 2018, complété par un arrêté de 2020, réglemente l'emploi du feu en interdisant notamment d’apporter du feu, de fumer et de jeter des mégots de cigarette dans les espaces sensibles et sur les voies qui les traversent sous peine de sanctions. L'arrêté du 23 août 2021, abrogeant un arrêté de 2002, rend le débroussaillement obligatoire, incombant au propriétaire ou ayant droit,,.

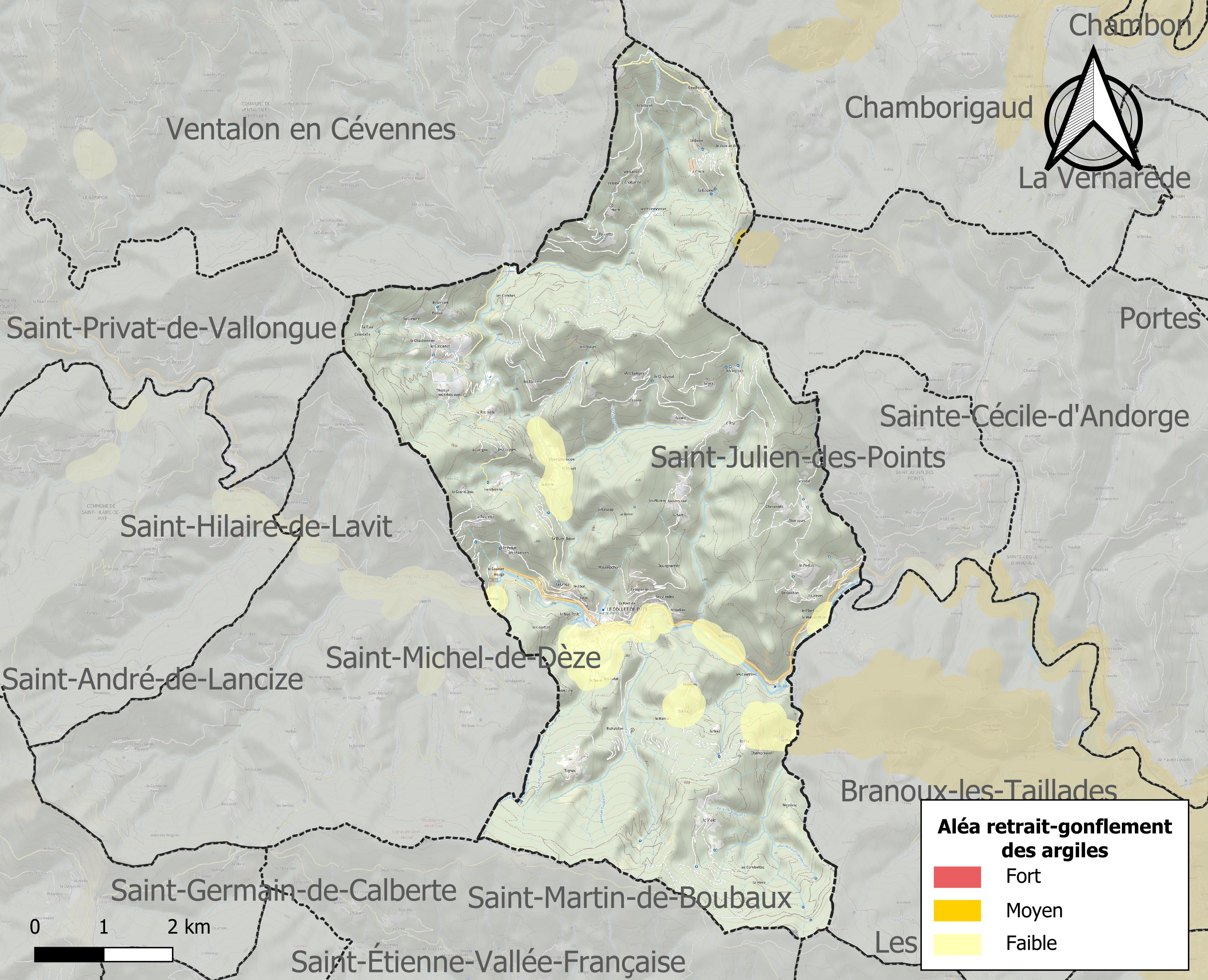
Carte des zones d'aléa retrait-gonflement des sols argileux du Collet-de-Dèze.

Les mouvements de terrains susceptibles de se produire sur la commune sont des éboulements, chutes de pierres et de blocs et des glissements de terrain.
Le retrait-gonflement des sols argileux est susceptible d'engendrer des dommages importants aux bâtiments en cas d’alternance de périodes de sécheresse et de pluie. Aucune partie du territoire de la commune n'est en aléa moyen ou fort (15,8 % au niveau départemental et 48,5 % au niveau national). Sur les 430 bâtiments dénombrés sur la commune en 2019,  aucun n'est en aléa moyen ou fort, à comparer aux 14 % au niveau départemental et 54 % au niveau national. Une cartographie de l'exposition du territoire national au retrait gonflement des sols argileux est disponible sur le site du BRGM,.
Par ailleurs, afin de mieux appréhender le risque d’affaissement de terrain, l'inventaire national des cavités souterraines permet de localiser celles situées sur la commune.

#### Risques technologiques
Le risque de transport de matières dangereuses sur la commune est lié à sa traversée par des infrastructures routières ou ferroviaires importantes ou la présence d'une canalisation de transport d'hydrocarbures. Un accident se produisant sur de telles infrastructures est susceptible d’avoir des effets graves sur les biens, les personnes ou l'environnement, selon la nature du matériau transporté. Des dispositions d’urbanisme peuvent être préconisées en conséquence.

#### Risque particulier
Dans plusieurs parties du territoire national, le radon, accumulé dans certains logements ou autres locaux, peut constituer une source significative d’exposition de la population aux rayonnements ionisants. Certaines communes du département sont concernées par le risque radon à un niveau plus ou moins élevé. Selon la classification de 2018, la commune du Collet-de-Dèze est classée en zone 2, à savoir zone à potentiel radon faible mais sur lesquelles des facteurs géologiques particuliers peuvent faciliter le transfert du radon vers les bâtiments.

## Histoire
Le bourg actuel est la réunion de quatre villages : le Collet, Dourdon, Dèze et la Bastide.
Le hameau de Dèze est dominé par l’ancien castrum qui a donné son nom au pays de Dèze dont il était le chef-lieu.
L'existence d'un habitat remonte aux temps celtiques.
La Réforme gagna tout ce pays dès 1561 et la quasi-totalité de la population embrassa la religion nouvelle. La révocation de l’Édit de Nantes et la persécution entraînèrent la conversion apparente de la population qui continua à s’assembler ; pendant la période du « Désert » dans des lieux écartés du bourg : vallon de Meyrières, Plau des Baïonnettes, « Ronc de Prego Diou ».
Il est à noter que le temple protestant est l’un des 3 seuls temples en France construits avant la révocation de l’Édit de Nantes et qui a survécu aux destructions lors de la persécution des Huguenots.
Événements marquants des XIXe et XXe siècles :
- construction de la RN 106 dans les années 1880 et celle du chemin de fer Départemental (C.F.D) de Sainte-Cécile-d'Andorge à Florac en 1906 (fermeture de la ligne en 1968) ;
- construction du collège H.-Gamala avec internat et d’une maison de retraite médicalisée de 40 lits.

## Politique et administration

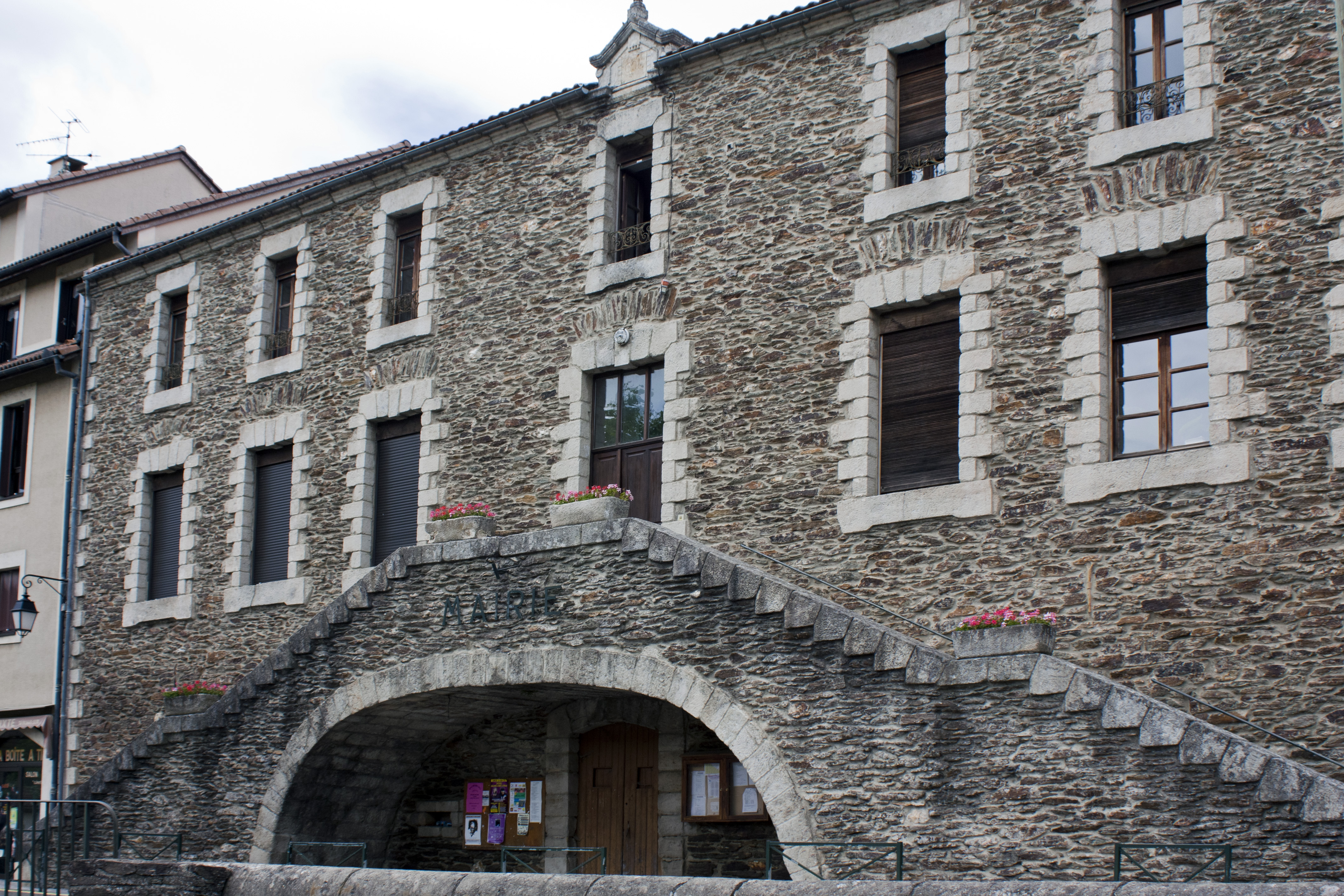
Mairie.

### Découpage territorial
La commune du Collet-de-Dèze est membre de la communauté de communes des Cévennes au Mont Lozère, un établissement public de coopération intercommunale (EPCI) à fiscalité propre créé le 30 novembre 2016 dont le siège est à Le Collet-de-Dèze. Ce dernier est par ailleurs membre d'autres groupements intercommunaux.
Sur le plan administratif, elle est rattachée à l'arrondissement de Florac, à la circonscription administrative de l'État de la Lozère et à la région Occitanie.
Sur le plan électoral, elle dépend du canton du Collet-de-Dèze pour l'élection des conseillers départementaux, depuis le redécoupage cantonal de 2014 entré en vigueur en 2015, et de la circonscription de la Lozère pour les élections législatives, depuis le dernier découpage électoral de 2010.

### Liste des maires
| Période | Période  | Identité            | Étiquette | Qualité |
| ------- | -------- | ------------------- | --------- | ------- |
| 1983    | 2014     | Philippe Hugon      |           |         |
| 2014    | En cours | Jean-Michel Lacombe |           |         |

## Démographie
L'évolution du nombre d'habitants est connue à travers les recensements de la population effectués dans la commune depuis 1793. Pour les communes de moins de 10 000 habitants, une enquête de recensement portant sur toute la population est réalisée tous les cinq ans, les populations de référence des années intermédiaires étant quant à elles estimées par interpolation ou extrapolation. Pour la commune, le premier recensement exhaustif entrant dans le cadre du nouveau dispositif a été réalisé en 2004.

En 2022, la commune comptait 678 habitants, en évolution de −12,63 % par rapport à 2016 (Lozère : +0,11 %, France hors Mayotte : +2,11 %).
| 1793  | 1800  | 1806  | 1821  | 1831  | 1836  | 1841  | 1846  | 1851  |
| ----- | ----- | ----- | ----- | ----- | ----- | ----- | ----- | ----- |
| 1 144 | 1 178 | 1 508 | 1 200 | 1 368 | 1 363 | 1 329 | 1 258 | 1 316 |

| 1856  | 1861  | 1866  | 1872  | 1876  | 1881  | 1886  | 1891  | 1896  |
| ----- | ----- | ----- | ----- | ----- | ----- | ----- | ----- | ----- |
| 1 259 | 1 293 | 1 187 | 1 244 | 1 256 | 1 214 | 1 222 | 1 136 | 1 158 |

| 1901  | 1906  | 1911  | 1921 | 1926 | 1931 | 1936 | 1946 | 1954 |
| ----- | ----- | ----- | ---- | ---- | ---- | ---- | ---- | ---- |
| 1 060 | 1 119 | 1 046 | 960  | 880  | 944  | 867  | 824  | 846  |

| 1962 | 1968 | 1975 | 1982 | 1990 | 1999 | 2004 | 2006 | 2009 |
| ---- | ---- | ---- | ---- | ---- | ---- | ---- | ---- | ---- |
| 767  | 738  | 667  | 537  | 634  | 718  | 711  | 711  | 676  |

| 2014 | 2019 | 2022 | - | - | - | - | - | - |
| ---- | ---- | ---- | - | - | - | - | - | - |
| 756  | 691  | 678  | - | - | - | - | - | - |

## Économie

### Revenus
En 2018, la commune compte 286 ménages fiscaux, regroupant 583 personnes. La médiane du revenu disponible par unité de consommation est de 18 010 € (20 420 € dans le département).

### Emploi
|                | 2008  | 2013  | 2018   |
| -------------- | ----- | ----- | ------ |
| Commune        | 7,2 % | 6,3 % | 11,1 % |
| Département    | 5 %   | 6,4 % | 7,1 %  |
| France entière | 8,3 % | 10 %  | 10 %   |

En 2018, la population âgée de 15 à 64 ans s'élève à 358 personnes, parmi lesquelles on compte 68,5 % d'actifs (57,4 % ayant un emploi et 11,1 % de chômeurs) et 31,5 % d'inactifs,. En  2018, le taux de chômage communal (au sens du recensement) des 15-64 ans est supérieur à celui de la France et du département, alors qu'il était inférieur à celui de la France en 2008.
La commune est hors attraction des villes,. Elle compte 253 emplois en 2018, contre 198 en 2013 et 195 en 2008. Le nombre d'actifs ayant un emploi résidant dans la commune est de 208, soit un indicateur de concentration d'emploi de 121,7 % et un taux d'activité parmi les 15 ans ou plus de 40,5 %.
Sur ces 208 actifs de 15 ans ou plus ayant un emploi, 114 travaillent dans la commune, soit 55 % des habitants. Pour se rendre au travail, 78,9 % des habitants utilisent un véhicule personnel ou de fonction à quatre roues, 1 % les transports en commun, 10,6 % s'y rendent en deux-roues, à vélo ou à pied et 9,5 % n'ont pas besoin de transport (travail au domicile).

## Culture locale et patrimoine

### Lieux et monuments
- Le château de Dèzes (ruines) (propriété privée ; visite interdite).
- Le prieuré Saint-Jean-du-Chambon-de-Dèzes (ruines).
- Le temple protestant du XVIIe siècle (monument historique depuis le 13 septembre 1984)[34].
- L'église Saint-Jean-l'Évangéliste du Collet-de-Dèze ou église du Puech de la Sabaterie, construite du 28 juillet 1810 au 10 avril 1815 par le curé du Collet, l'abbé David Boussuge. À la place du clocher, une tour ronde fut élevée, en 1896, et surélevée par une statue de la Vierge.
- La tour de l'horloge (ancien beffroi du XVe siècle).
- Le pont Roupt.
- Les vieilles maisons du bourg.
- Les châteaux des environs (château de Calberte).
- Le site antique du Coudoulous
- La « grotte des Ladres ».
- Le signal de Lichères.
- La chaîne du Mortissou.

Église du Puech de la Sabaterie
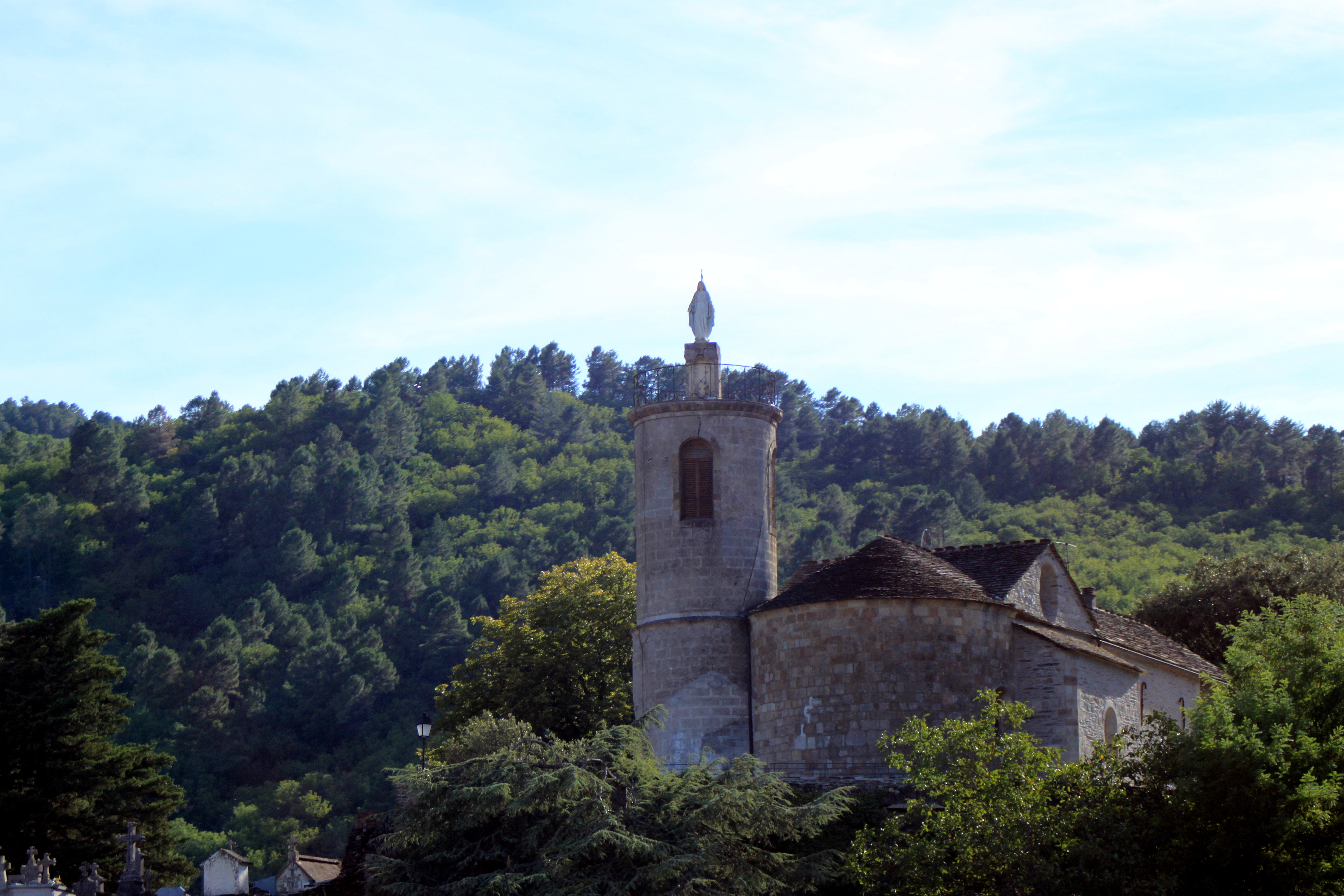
Vue de l'édifice depuis la Nationale.
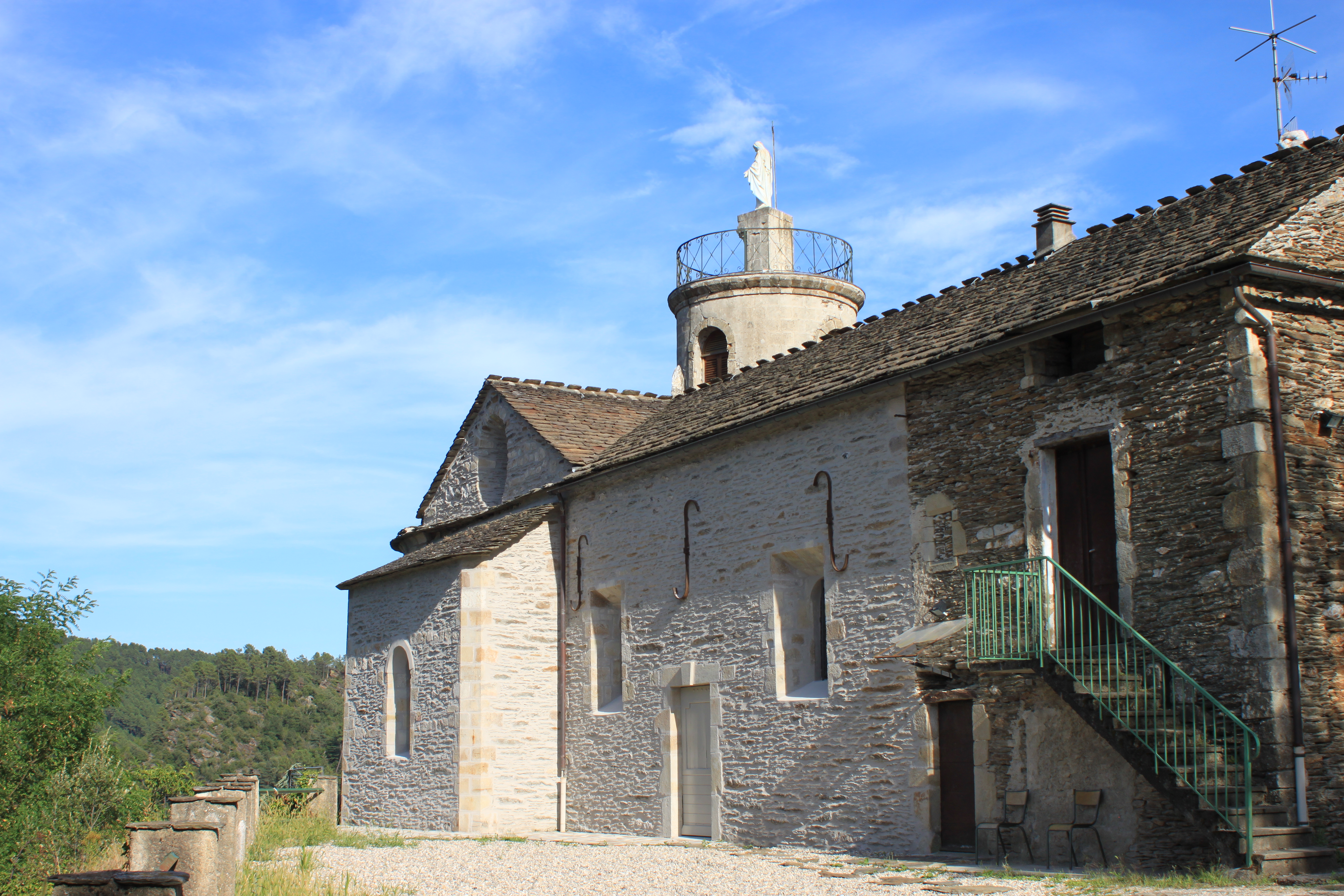
Côté nord.
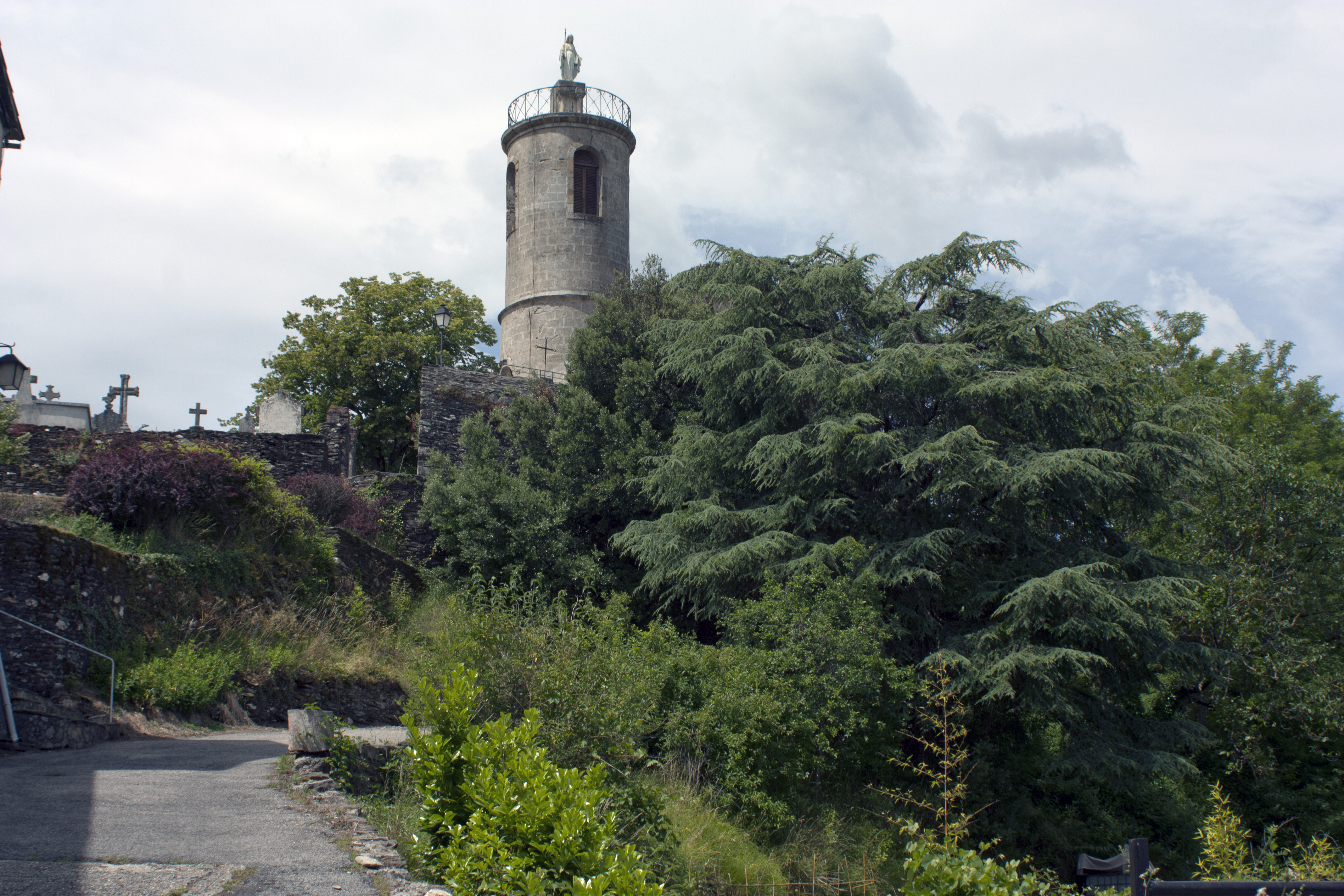
Le clocher de l'église.
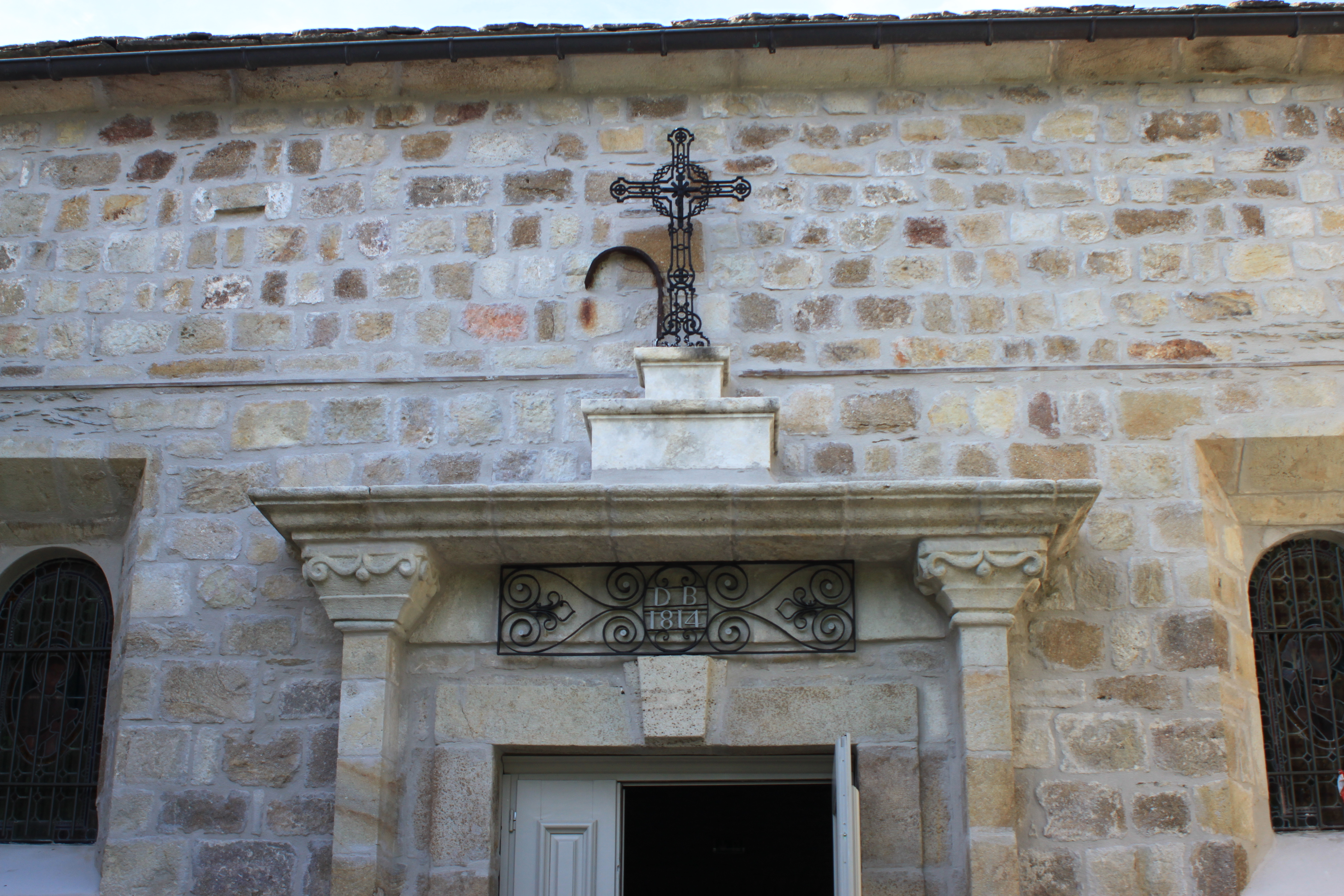
Le fronton, au-dessus de l'entrée principale.